# Ignacy Daszyński
Ignacy Ewaryst Daszyński (1866-1936) jornalista e político, foi primeiro-ministro da Polônia entre 6 e 14 de novembro de 1918. Foi o primeiro chefe de governo do país no século XX após a independência.
Por um breve período, foi primeiro-ministro do primeiro governo da Segunda República Polonesa, formado em Lublin em 1918.
Em outubro de 1892, ele foi cofundador do Partido Social-democrata Polonês (abreviatura polonesa: PPSD), um precursor do Partido Socialista Polonês (PPS). Em 1897, foi eleito para o Parlamento austríaco e lá permaneceu até 1918.
A partir de 1903 participou em vários congressos e reuniões do Partido Socialista Internacional, defendendo a independência e reunificação de todos os territórios polacos, como parte integrante do programa socialista polaco. Em 1912, ele iniciou uma longa colaboração com o futuro Marechal e Chefe de Estado Józef Pilsudski. Ele foi nomeado editor-chefe do jornal socialista Naprzód (Forward), publicado em Cracóvia.
Após a Primeira Guerra Mundial, Daszyński foi co-fundador do Comitê Nacional Polonês e por alguns dias serviu como chefe do Governo Popular Provisório da República da Polônia formado na cidade de Lublin em 7 de novembro de 1918. Em 26 de janeiro de 1919 foi eleito para o Sejm polonês, e foi reeleito em 1922, 1928 e 1930. De julho de 1920 a janeiro de 1921, ele serviu como vice-primeiro-ministro em um governo de unidade nacional liderado pelo político e diplomata Wincenty Witos.
Embora tenha apoiado fortemente Józef Piłsudski durante o golpe de maio de 1926, ele mais tarde se juntou à oposição de centro-esquerda. De 1928 a 1930 ele foi o terceiro marechal do Sejm. Quando Piłsudski entrou na câmara do Sejm, acompanhado por uma escolta militar considerável, Daszyński recusou-se a abrir a sessão do Sejm. Ele encerrou sua carreira política em 1930, quando Piłsudski dissolveu o Sejm.
Em suas atividades jornalísticas e undergrounds, ele usou os pseudônimos Daszek , Żegota e Ignis.